# Лакос, Филипп
Филипп Лакос (нем. Philippe Lakos, родился 19 августа 1980 в Вене) — австрийский хоккеист, защитник клуба «Виенна Кэпиталз». Младший брат Андре Лакоса.

## Карьера

### Клубная
Воспитанник школы команды «Торонто Сент-Майклс Мэйджорс» из хоккейной лиги Онтарио. Свои таланты раскрывал в Хоккейной лиге Восточного побережья, выступая за такие команды, как «Джэксонвилль Лайзард Кингс», «Толедо Сторм», «Флорида Эверблэйдс» и «Ридинг Ройялз». В 2003 году он дебютировал в чемпионате Австрии: провёл два матча в составе клуба «Виенна Кэпиталз» в рамках плей-офф чемпионата Австрии. В 2003 году Лакос-младший вернулся в США, где играл за «Аугуста Линкс» и «Арканзас Риверблэйдс». В сезоне 2004/2005 Филиппа выкупил клуб «Виенна Кэпиталз», за который тот играл пять лет. Сезон 2008/2009 он провёл в команде «Инсбрук», после чего вернулся в венскую команду, в которой выступает и сейчас.

### В сборной
В сборной сыграл на девяти чемпионатах мира, выступает регулярно под номером 11.